# Сазерленд, Скотт
Скотт Сазерленд (англ. Scott Sutherland; 15 мая 1910, Уик, Кейтнесс, Хайленд, Шотландия, Великобритания — 10 октября 1984, Данди, Данди, Шотландия, Великобритания) — британский шотландский скульптор и преподаватель, создатель «Памятника коммандос».

## Биография
Скотт Сазерленд родился 15 мая 1910 года в Уике в семье Нелли Аллан Скотт и майора Дэвида Сазерленда. В 1928 году Скотт учился в Школе искусств Грея в Абердине, с 1929 по 1933 год — в Эдинбургском колледже искусств. В 1934 году он получил стипендию и уехал в Париж, где окончил Школу изящных искусств. На стипендию Карнеги он изучал скульптуру в Египте, Греции, Италии, Франции и Германии, вместе с однокурсником Хью Лоримером. В 1938 году Сазерленд выиграл две из пяти комиссий открытого конкурса на выполнение работ к Имперской выставке в Шотландии. Позже, он вступил в Армию Великобритании и принял участие во Второй мировой войне, рядом с коммандос. 
После войны, в 1945 году Сазерленд был назначен учителем скульптуры в Колледже искусств Белфаста. В 1947 году занял пост руководителя Отделения скульптуры в Колледжа искусства и дизайна Дункана Джорданстонского Университете Данди, а в 1950 году был избран членом-корреспондентом Королевской шотландской академии.
В 1947 году члены Ассоциации коммандос решили увековечить роль своих соратников и создали Комитет с целью приглашения скульпторов к разработке своих макетов монумента. 28 октября 1949 года в Школе искусств Глазго было представлено 26 проектов, и единодушным решением Комитета Сазерленд выиграл конкурс на памятник коммандос, получив первый приз в размере 200 фунтов стерлингов. В 1951 году скульптура была отлита на производстве компании «H.H Martyn». 27 сентября 1952 года состоялось официальное открытие памятника у Хайлендской деревни Спин-Бридж в присутствии Королевы-матери Елизаветы.
В 1961 году Сазерленд был избран членом Королевского Британского общества скульпторов. В 1975 году он вышел в отставку и болел в течение последующих лет.
Скотт Сазерленд скончался 10 октября 1984 года в госпитале Кинг-Кросс в Данди. Вскоре скончалась его жена Кеннетена. Они оставили после себя сына и двух дочерей.